# Preparctia biconfluens
Preparctia biconfluens är en fjärilsart som beskrevs av Bang-haas 1939. Preparctia biconfluens ingår i släktet Preparctia och familjen björnspinnare. Inga underarter finns listade i Catalogue of Life.